# ジェイムズ・F・ロビンソン
ジェイムズ・フィッシャー・ロビンソン（英: James Fisher Robinson、1800年10月4日 - 1882年10月31日）は、19世紀アメリカ合衆国の政治家、弁護士であり、第22代ケンタッキー州知事を務めた。これは先代知事ベリア・マゴフィンが任期途中で知事を辞任したことに伴うものであり、残り任期約1年間を務めた。マゴフィンはアメリカ連合国に同調的な者であり、ケンタッキー州議会両院で連邦主義者（北軍支持者）が絶対多数を占めるようになった1861年の選挙以後は、次第に実行力を失っていた。マゴフィンは後継者を自分で選ぶことを条件に知事を辞任した。マゴフィンはロビンソンを選んだ。
ロビンソンは政治的にアメリカ合衆国からの脱退にも、奴隷制度の廃止にも反対していた。北部の同調者だったが、中道だと考え、逃亡奴隷法や黒人兵の徴兵に反対した。州上院議員としてクリッテンデン妥協を支持し、南北戦争に反対した。州知事としては、エイブラハム・リンカーン大統領の奴隷解放宣言に反対したことで、リンカーン内閣から批判を受けた。知事退任後は政界から遠くなり、1882年10月31日に、ジョージタウンで死んだ。

## 初期の経歴
ジェイムズ・フィッシャー・ロビンソンは1800年10月4日にケンタッキー州スコット郡で生まれた。父はジョナサン・ロビンソン、母はジェイン（旧姓ブラック）だった。先祖を辿ればイングランド人とスコットランド人だった。幼いときの教育は私設家庭教師から受け、その後長老派教会牧師のロバート・マーシャルの教えを受けた。フォレストヒル・アカデミーとトランシルベニア大学に入学し、1818年に卒業した。兄弟のジョン・マックラケン・ロビンソンも同じ大学を卒業し、イリノイ州に移転して、同州選出アメリカ合衆国上院議員を2期務めた。ジェイムズ・フィッシャー・ロビンソンはウィリアム・T・バリーの下で法律を学び、法廷弁護士に認められ、ケンタッキー州ジョージタウンで法律実務を始めた。
1821年12月29日、最初の妻、ジョージタウンのスーザン・マンセルと結婚した。夫妻には息子と娘1人ずつがうまれたが、スーザンは1835年に死んだ。ロビンソンは1839年3月21日にスコット郡のウィリナ・S・ハーンドンと再婚した。この夫妻には8人の子供が生まれ、そのうち7人が成人した。ウィリナは1861年に死んだ。

## 政歴
ロビンソンの政歴はホイッグ党からケンタッキー州上院議員に無投票で選ばれた1851年に始まった。次の選挙では再選を求めなかったが、1861年には挑戦者のジェイムズ・B・ベックに勝利して再度上院議員となった。1861年9月2日に上院議長に選ばれたが、数日後には辞任した。
1862年8月16日、ロビンソンはベリア・マゴフィン州知事の辞任に伴う政治取引として、再度上院議長に就任した。1859年にマゴフィンと共に当選したリン・ボイドはその年の暮れに在任のまま死亡しており、州知事を承継する次の順位である上院議長職にあったのはジョン・フィスクだったが、マゴフィンはフィスクを好まなかった。マゴフィンは、上院がロビンソンを議長に選んで、承継順位第1位にするならば、辞任すると提案した。その提案通りに事が進み、1862年8月18日、マゴフィンが辞任し、ロビンソンが後任となった。
ロビンソンの知事在任中も南北戦争が進行した。その間に南軍はケンタッキー州に侵攻してきた。ロビンソンは州民を守るために、州の民兵隊を再生する目的で税率を上げた。この戦争が州内の公共教育に与えた影響も心配だった。州議会に対して、特に戦争で破壊された地域の学校の状態を調査するよう求め、また農学校や機械系カレッジの設立について、リンカーン政権が提案している土地の提供を受け入れるよう奨励した。
1863年1月1日時点で、ロビンソンはこの分裂したケンタッキー州から北軍を援助するために兵士44,000人、51個連隊を送ることができたと誇らしげに述べていた。これと同時に連邦政府が不忠実な州に対して粗悪な取扱いをしていると考えられることを遺憾に思っていた。そのような例として州内での戒厳令の制限や、市民に対する人身保護令状発給の差し止めを挙げていた。リンカーンの「軍事的な必要性は憲法の制限では測れない」という主張に対して、「軍事的な必要性が憲法の制限で測れないならば、我々はもはや自由の民ではない」と警告することで応えた。
ロビンソンは、州知事の任期が明けるときに、その後継者であるトマス・E・ブラムレットを支持した。ロビンソンが知事である間に挙げていた憲法上の問題の多くは、ブラムレットが知事である間の政治的討論で形作られた。

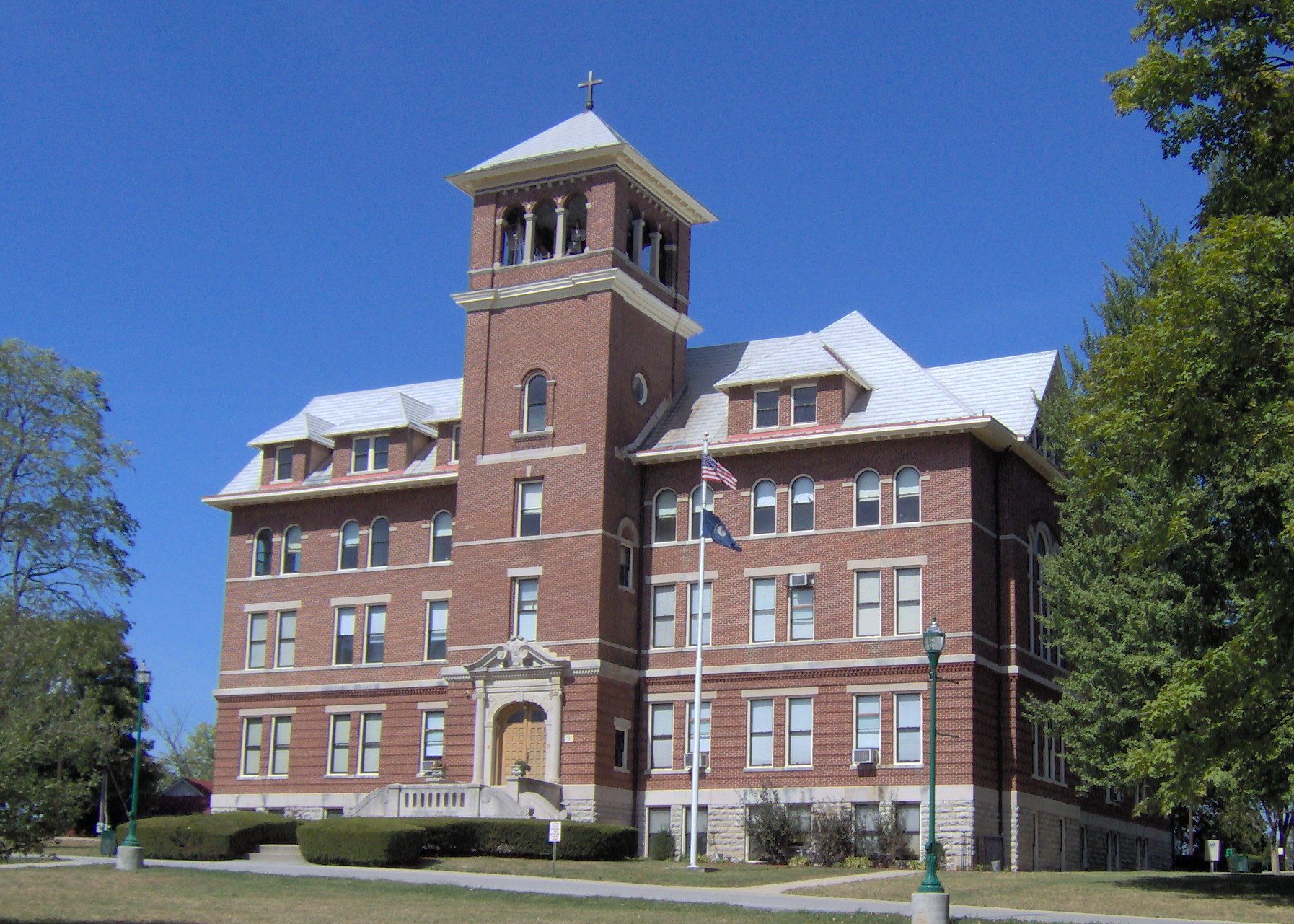
ロビンソンが隠棲したカードーム

## 晩年と死
ロビンソンは知事を退任した後、スコット郡にあった一家の農園「カードーム」に引退した。政治的には全国的な動きから疎遠になったが、1864年アメリカ合衆国大統領選挙では民主党のジョージ・マクレランを支持した。ジョージタウンのファーマー銀行頭取を務め、ジョージタウン・カレッジ理事会の議長も務めた。1873年12月1日、3人目の妻としてジョージタウン出身のキャロライン・"キャリー"・ヘニングと結婚した。キャリーは36歳年下だった。ロビンソンは1882年10月31日に死に、ジョージタウンにあるジョージタウン墓地に埋葬されている。

## 関連図書
- “Notes Concerning the Life and Death of Governor James F. Robinson”. The Register of the Kentucky Historical Society 5:  pp. 14–22. (January 1907).
- Perrin, William Henry (1882). History of Bourbon, Scott, Harrison and Nicholas Counties, Kentucky. Chicago, Illinois: O. L. Baskin & Co.. p. 608